# Saison 2003 de Sébastien Loeb en sport automobile
2002 2004
Première saison disputée dans son intégralité par Sébastien Loeb en Championnat du monde des rallyes, 2003 est également l'année de sa titularisation au sein de la structure Citroën Sport. Le jeune espoir alsacien est alors rejoint par deux nouveaux coéquipiers, Carlos Sainz et Colin McRae, anciens champions du monde de la discipline et recordmans du nombre de victoires. Avec trois rallyes remportés et sept podiums, il terminera deuxième du championnat à un point du sacre, abandonnant le titre à Petter Solberg sur consignes d'équipe lors du rallye de Grande-Bretagne, ultime manche du calendrier. Il s'imposera quelques semaines plus tard dans la Course des Champions pour la première fois de sa carrière face au double champion du monde Marcus Grönholm.

## Championnat du monde des rallyes
L'année 2003 marque l'officialisation de l'engagement de Citroën Sport dans le championnat Constructeurs WRC, et constitue par voie de conséquence la première saison complète en mondial pour la marque aux chevrons. Déterminée à contester la suprématie de l'écurie sœur Peugeot, triple championne en titre, et à disputer au moins l'une des couronnes mises en jeux, l'équipe française se donne les moyens de ses ambitions en recrutant deux anciens champions du monde dans ses rangs, Colin McRae et Carlos Sainz, déjà coéquipiers chez Ford en 2002,,. Fort de ses résultats prometteurs acquis la saison passée, comptant notamment une première victoire mondiale, Sébastien Loeb poursuit sa collaboration avec la marque qui l'a découvert et se voit offrir une titularisation à plein temps sur la troisième Xsara. L'objectif initial pour l'Alsacien est alors de s'appuyer sur l'expérience de ses prestigieux aînés pour parfaire son apprentissage et rentrer progressivement dans le cercle des pilotes de pointe.

## 71eRallye Automobile Monte-Carlo
Le coup d'envoi de la saison est donné dans le cadre du rallye Monte-Carlo, épreuve que Loeb remporta l'année précédente pour sa première participation en catégorie reine avant d'être déclassé à la suite d’une mauvaise interprétation du règlement par Citroën. Parti sur un rythme prudent, le Français accroche la quatrième place du général au terme des deux premières spéciales et concède un déficit de près d'une minute sur le champion du monde en titre Marcus Grönholm, auteur d'un choix de pneus optimal. L'Alsacien signe son premier temps scratch dans le chrono suivant, reprenant une quinzaine de secondes au Finlandais, avant de se hisser en deuxième position à la suite d'une faute de pilotage de Colin McRae et d'une pénalité de retard infligée au jeune Norvégien Petter Solberg. Le quadruple vainqueur de l'épreuve Tommi Mäkinen abandonne quant à lui sur sortie de route après avoir perdu le contrôle de sa Subaru Impreza dans une zone verglacée. Loeb enlève finalement les deux derniers temps scratchs de la première étape et réduit son retard sur Grönholm à vingt secondes au moment de rejoindre le parc fermé. La première spéciale de la deuxième journée est annulée pour des raisons de sécurité, mais le Français poursuit sa série en signant à nouveau le meilleur temps dans le secteur suivant pour réduire de huit secondes supplémentaires le retard accumulé sur son adversaire finlandais. C'est finalement dans la neuvième spéciale, Les 4 Chemins - Sigale longue d'une trentaine de kilomètres, que le tournant du rallye a lieu. Dans un virage serré à gauche recouvert de glace, Marcus Grönholm percute un monticule rocheux avec sa Peugeot 206 WRC et se retrouve contraint à l'abandon. Désormais en tête avec une marge confortable de plus d'une minute sur son coéquipier Colin McRae, Sébastien Loeb assure son pilotage lors des quatre spéciales de la dernière étape pour décrocher officiellement sa première victoire dans le plus prestigieux rallye du championnat du monde,,,. Avec la troisième place de Carlos Sainz, remportée à l'arraché au détriment de Markko Märtin sur un écart de trois secondes dans le dernier chrono, Citroën réalise un triplé historique dans la Principauté, le premier depuis Lancia en 1989 et le premier pour une marque française depuis les Alpine-Renault de 1973.
| Étape   | Jour   | E.S. | Heure   | Nom                                 | Distance | Clas. Spé.       | Temps            | Vit. Moy.        | Clas. |
| ------- | ------ | ---- | ------- | ----------------------------------- | -------- | ---------------- | ---------------- | ---------------- | ----- |
| Étape 1 | 24 jan | SS1  | 7 h 48  | Prunières - Embrun 1                | 28,36 km | 5e               | 18 min 21 s 6    | 92,7 km/h        | 5e    |
| Étape 1 | 24 jan | SS2  | 9 h 21  | Selonnet - Bréziers 1               | 22,52 km | 5e               | 16 min 41 s 5    | 81,0 km/h        | 4e    |
| Étape 1 | 24 jan | SS3  | 11 h 24 | Prunières - Embrun 2                | 28,36 km | 1er              | 17 min 54 s 5    | 95,0 km/h        | 4e    |
| Étape 1 | 24 jan | SS4  | 12 h 57 | Selonnet - Bréziers 2               | 22,52 km | 4e               | 15 min 48 s 1    | 85,5 km/h        | 2e    |
| Étape 1 | 24 jan | SS5  | 14 h 30 | Plan de Vitrolles - Faye 1          | 47,27 km | 1er              | 28 min 54 s 9    | 98,1 km/h        | 2e    |
| Étape 1 | 24 jan | SS6  | 17 h 09 | Plan de Vitrolles - Faye 2          | 47,27 km | 1er              | 30 min 04 s 7    | 94,3 km/h        | 2e    |
| Étape 2 | 25 jan | SS7  | 8 h 33  | Les 4 Chemins - Sigale 1            | 32,11 km | Spéciale annulée | Spéciale annulée | Spéciale annulée | 2e    |
| Étape 2 | 25 jan | SS8  | 9 h 31  | St. Antonin - Tourette du Château 1 | 25,15 km | 1er              | 18 min 08 s 0    | 83,2 km/h        | 2e    |
| Étape 2 | 25 jan | SS9  | 13 h 19 | Les 4 Chemins - Sigale 2            | 32,11 km | 1er              | 24 min 59 s 3    | 77,1 km/h        | 1er   |
| Étape 2 | 25 jan | SS10 | 14 h 17 | St. Antonin - Tourette du Château 2 | 25,15 km | 5e               | 18 min 01 s 4    | 83,7 km/h        | 1er   |
| Étape 3 | 26 jan | SS11 | 9 h 15  | Sospel - Turini - La Bollène 1      | 32,58 km | 2e               | 25 min 33 s 6    | 76,5 km/h        | 1er   |
| Étape 3 | 26 jan | SS12 | 10 h 08 | Lantosque - Lucéram 1               | 19,52 km | 7e               | 14 min 59 s 2    | 78,1 km/h        | 1er   |
| Étape 3 | 26 jan | SS13 | 12 h 35 | Sospel - Turini - La Bollène 2      | 32,58 km | 10e              | 25 min 33 s 2    | 76,5 km/h        | 1er   |
| Étape 3 | 26 jan | SS14 | 13 h 28 | Lantosque - Lucéram 2               | 19,52 km | 7e               | 14 min 11 s 4    | 82,5 km/h        | 1er   |

## Cinquante-deuxième rallye de Suède
Désormais leader du classement mondial pour la première fois de sa carrière, c'est avec le handicap d'ouvrir la route pour ses adversaires que Sébastien Loeb prend part au rallye de Suède, seule épreuve neige de la saison et réputée chasse gardée des Nordiques, aucun pilote latin n'étant parvenu à s'y imposer durant les cinquante-et-unes éditions précédentes. Sur l'un des terrains les plus spécifiques du championnat, Citroën espère profiter du retour d'expérience de leur participation de 2002 pour atteindre un niveau de performance satisfaisant. L'Alsacien impressionne en signant le premier temps scratch de la manche suédoise avant de rétrograder progressivement jusqu'en dix-huitième position au soir de la première étape, victime de sa position de balayeur et des grandes quantités de neige recouvrant les spéciales et empêchant ses clous de mordre la glace : « La couche n'est pas très épaisse, mais elle suffit pour que nos clous ne mordent pas la glace. Nous perdons l'adhérence, nous devons corriger sans cesse la trajectoire, et nous laissons là un maximum de temps. Il est vraiment dommage que les conditions de route ne nous aient pas permis de mettre plus en valeur les qualités de la Xsara et l'excellent travail de préparation que nous avons effectué. »,. Loeb parvient le lendemain à se hisser à la quinzième place dès le premier tronçon avant d'être coupé dans son élan dans le secteur de Fredriksberg où l'accident du Finlandais Harri Rovanperä, alors quatrième, lui impose un temps forfaitaire désavantageux. Il enchaîne trois chronos consécutifs dans le trio de tête intermédiaire et accède à la dixième place du général avant l'entame de la dernière journée de course : « Globalement, c'est une bonne journée même si j'ai hérité d'un temps forfaitaire pénalisant. Les temps prouvent le potentiel de la voiture. C'est ma deuxième participation à ce rallye au volant d'une WRC, je me sens de mieux en mieux sur la neige. ». Auteur du deuxième temps dans le premier secteur de cette ultime étape, il gagne une position supplémentaire en dépassant le Belge Freddy Loix malgré la gêne occasionnée par l'accident de Janne Tuohino, et peut alors envisager d'accéder aux places rémunératrices de points,. Il achève son périple nordique de manière convaincante en signant consécutivement la troisième marque des deux dernières spéciales, enregistrant des écarts suffisants pour reprendre coup sur coup Carlos Sainz et Toni Gardemeister et s'emparer ainsi de la septième place du général. Les deux points qu'il récolte lui permettent de conserver la tête du classement mondial devant son coéquipier Colin McRae : « Après les précieuses secondes perdues samedi dans un temps forfaitaire calqué sur le plus mauvais temps de la huitième spéciale, j'ai encore concédé plus de treize secondes dimanche dans la sortie de route de Tuohino. Les commissaires m'ont fait signe de ralentir et j'ai effectué deux kilomètres à 50 km/h. Tout ça pour rien, car la voiture de Tuohino était à l'écart. Sans doute les commissaires ont-ils été trop précautionneux après la peur survenue dans l'accident Pykälistö-Rovanperä samedi. »,,,.
| Étape   | Jour  | E.S. | Heure   | Nom              | Distance | Clas. Spé.       | Temps            | Vit. Moy.        | Clas. |
| ------- | ----- | ---- | ------- | ---------------- | -------- | ---------------- | ---------------- | ---------------- | ----- |
| Étape 1 | 7 fév | SS1  | 8 h 35  | Sägen 1          | 14,17 km | 1er              | 7 min 25 s 6     | 114,5 km/h       | 1er   |
| Étape 1 | 7 fév | SS2  | 9 h 27  | Rämmen 1         | 23,16 km | 16e              | 12 min 30 s 8    | 111,0 km/h       | 6e    |
| Étape 1 | 7 fév | SS3  | 11 h 55 | Granberget 1     | 43,69 km | 22e              | 22 min 52 s 6    | 114,6 km/h       | 18e   |
| Étape 1 | 7 fév | SS4  | 14 h 28 | Malta            | 11,25 km | 14e              | 5 min 51 s 5     | 115,2 km/h       | 18e   |
| Étape 1 | 7 fév | SS5  | 15 h 25 | Brunnberg        | 31,66 km | Spéciale annulée | Spéciale annulée | Spéciale annulée | 18e   |
| Étape 1 | 7 fév | SS6  | 16 h 26 | Hagfors Sprint 1 | 1,86 km  | 38e              | 2 min 11 s 7     | 50,8 km/h        | 18e   |
| Étape 2 | 8 fév | SS7  | 8 h 18  | Granberget 2     | 43,69 km | 10e              | 21 min 48 s 9    | 120,2 km/h       | 15e   |
| Étape 2 | 8 fév | SS8  | 11 h 24 | Fredriksberg     | 18,14 km | 12e              | 11 min 05 s 2    | 98,2 km/h        | 13e   |
| Étape 2 | 8 fév | SS9  | 12 h 07 | Lejen            | 25,04 km | 3e               | 12 min 05 s 3    | 124,3 km/h       | 12e   |
| Étape 2 | 8 fév | SS10 | 14 h 37 | Vargåsen         | 32,43 km | 3e               | 18 min 14 s 5    | 106,7 km/h       | 11e   |
| Étape 2 | 8 fév | SS11 | 15 h 35 | Torntorp         | 19,21 km | 2e               | 10 min 14 s 6    | 112,5 km/h       | 10e   |
| Étape 2 | 8 fév | SS12 | 16 h 40 | Hagfors Sprint 2 | 1,86 km  | 12e              | 1 min 59 s 8     | 55,9 km/h        | 10e   |
| Étape 3 | 9 fév | SS13 | 8 h 35  | Sägen 2          | 14,17 km | 2e               | 7 min 19 s 5     | 116,1 km/h       | 10e   |
| Étape 3 | 9 fév | SS14 | 9 h 27  | Rämmen 2         | 23,16 km | 9e               | 12 min 00 s 2    | 115,8 km/h       | 10e   |
| Étape 3 | 9 fév | SS15 | 11 h 14 | Hara             | 11,91 km | 7e               | 6 min 01 s 4     | 118,6 km/h       | 9e    |
| Étape 3 | 9 fév | SS16 | 12 h 12 | Brunnberg 2      | 31,66 km | 3e               | 15 min 15 s 5    | 124,5 km/h       | 9e    |
| Étape 3 | 9 fév | SS17 | 14 h 35 | Hagfors          | 39,85 km | 3e               | 19 min 45 s 7    | 121,0 km/h       | 7e    |

## 4th Rally of Turkey
Première épreuve sur terre de la saison, le rallye de Turquie intègre le calendrier mondial pour la première fois de son histoire, échappant aux menaces d'annulation qui pesaient sur l'inauguration en raison du contexte de l'époque en Irak, pays voisin limitrophe. Contraint une nouvelle fois à tenir le rôle d'ouvreur lors de la première étape sur une surface qu'il ne maîtrise pas encore parfaitement, Sébastien Loeb limite les dégâts et accroche la neuvième place au terme de la troisième spéciale. Son copilote Daniel Elena s'embrouille alors dans ses cartes de navigation au moment d'emprunter la liaison devant conduire l'équipage franco-monégasque au départ du secteur chronométré de Silyon. Les deux hommes se trompent de route et tombent finalement en panne d'essence, les contraignant à l'abandon : « Les ingénieurs s'étaient plantés dans leurs calculs, et Daniel nous avait perdus sur le parcours de liaison entre deux spéciales. Il avait confondu deux endroits. On avait bifurqué devant une bicoque et l'on s'était éloignés de la route prévue. Le temps de se rendre compte de notre méprise et de rebrousser chemin, le mal était fait. »,,. Loeb prend alors l'initiative de défendre son équipier et ami devant la direction du double chevron, notamment Guy Fréquelin, ce dernier étant fermement décidé à remplacer le monégasque pour cette erreur. Elena se retrouvera dès ce jour sous étroite surveillance et montrera davantage de rigueur dans ses obligations. L'équipe Citroën fête quant à elle sa première victoire mondiale sur terre à l'issue de la manche turque grâce à la performance de Carlos Sainz, l'Espagnol égalant ainsi le record de Colin McRae du plus grand nombre de rallyes remportés en WRC.
| Étape   | Jour    | E.S. | Heure   | Nom             | Distance | Clas. Spé. | Temps         | Vit. Moy. | Clas.   |
| ------- | ------- | ---- | ------- | --------------- | -------- | ---------- | ------------- | --------- | ------- |
| Étape 1 | 27 fév  | SS1  | 19 h 00 | Efes Pilsen SSS | 1,55 km  | 7e         | 1 min 12 s 8  | 76,6 km/h | 7e      |
| Étape 1 | 28 fév  | SS2  | 9 h 01  | Simena 1        | 2,73 km  | 18e        | 1 min 58 s 1  | 83,2 km/h | 16e     |
| Étape 1 | 28 fév  | SS3  | 9 h 39  | Phaselis 1      | 16,42 km | 9e         | 12 min 46 s 4 | 77,1 km/h | 9e      |
| Étape 1 | 28 fév  | SS4  | 10 h 27 | Silyon 1        | 29,87 km | Abandon    | Abandon       | Abandon   | Abandon |
| Étape 1 | 28 fév  | SS5  | 13 h 45 | Perge 1         | 14,91 km | Abandon    | Abandon       | Abandon   | Abandon |
| Étape 1 | 28 fév  | SS6  | 14 h 48 | Silyon 2        | 29,87 km | Abandon    | Abandon       | Abandon   | Abandon |
| Étape 2 | 1er mar | SS7  | 7 h 11  | Olympos 1       | 20,44 km | Abandon    | Abandon       | Abandon   | Abandon |
| Étape 2 | 1er mar | SS8  | 7 h 54  | Kumluca 1       | 28,92 km | Abandon    | Abandon       | Abandon   | Abandon |
| Étape 2 | 1er mar | SS9  | 11 h 02 | Phaselis 2      | 15,49 km | Abandon    | Abandon       | Abandon   | Abandon |
| Étape 2 | 1er mar | SS10 | 11 h 55 | Myra 1          | 24,01 km | Abandon    | Abandon       | Abandon   | Abandon |
| Étape 2 | 1er mar | SS11 | 12 h 58 | Kemer 1         | 20,30 km | Abandon    | Abandon       | Abandon   | Abandon |
| Étape 2 | 1er mar | SS12 | 15 h 01 | Olympos 2       | 20,44 km | Abandon    | Abandon       | Abandon   | Abandon |
| Étape 2 | 1er mar | SS13 | 15 h 44 | Kumluca 2       | 28,92 km | Abandon    | Abandon       | Abandon   | Abandon |
| Étape 3 | 2 mar   | SS14 | 8 h 01  | Simena 2        | 2,73 km  | Abandon    | Abandon       | Abandon   | Abandon |
| Étape 3 | 2 mar   | SS15 | 8 h 49  | Myra 2          | 24,01 km | Abandon    | Abandon       | Abandon   | Abandon |
| Étape 3 | 2 mar   | SS16 | 9 h 32  | Arykanda        | 12,00 km | Abandon    | Abandon       | Abandon   | Abandon |
| Étape 3 | 2 mar   | SS17 | 13 h 00 | Perge 2         | 24,97 km | Abandon    | Abandon       | Abandon   | Abandon |
| Étape 3 | 2 mar   | SS18 | 14 h 13 | Kemer 2         | 20,30 km | Abandon    | Abandon       | Abandon   | Abandon |

## 33rd Propecia Rally New Zealand
Après une trêve de cinq semaines, Sébastien Loeb découvre pour la première fois de sa carrière les pistes roulantes du rallye de Nouvelle-Zélande. Parti sur un rythme prudent, il pointe en septième position à l'issue de la première boucle, devant ses deux coéquipiers. Il monte en puissance lors des deuxièmes passages en achevant chacune des spéciales parmi les cinq meilleurs temps et s'empare ainsi de la sixième place au détriment de Tommi Mäkinen. Le podium provisoire est alors occupé par un trio de pilotes nordiques au premier rang desquels le double vainqueur de l'épreuve Marcus Grönholm, auteur de sept temps scratchs sur les neuf au programme et qualifié d'intouchable par les médias. L'Alsacien réitère la même stratégie au cours de la deuxième étape, restant prudent dans les premiers passages pour corriger ses notes puis haussant son rythme par la suite. Il gagne deux places au terme de la quatorzième spéciale Ararua, profitant respectivement de la casse moteur de l'Estonien Markko Märtin et de la sortie de route du pilote Peugeot Harri Rovanperä. Désormais quatrième de l'épreuve et comptant plus de trois minutes d'avance sur son poursuivant direct Freddy Loix, il conservera sa position tout au long de la dernière journée, accrochant le quinté de tête dans la quasi-totalité des secteurs restants. Premier des pilotes Citroën à l'arrivée, il impressionne les observateurs par sa rapidité d'adaptation à un terrain qu'il découvre : « Mon objectif pour une première participation était d'entrer dans les points. Il est atteint. Par ailleurs, je suis heureux d'avoir pu signer des temps comparables à ceux de mes coéquipiers habitués à ce terrain. Il y a bien sûr eu des moments chauds dans la voiture. C'est inévitable lorsque l'on attaque aussi fort sur ces routes. Mais sur le plan pilotage, je dois avouer avoir pris un intense plaisir. Les spéciales de Nouvelle-Zélande sont vraiment parmi les plus belles. »,.
| Étape   | Jour   | E.S. | Heure   | Nom                  | Distance | Clas. Spé. | Temps         | Vit. Moy.  | Clas. |
| ------- | ------ | ---- | ------- | -------------------- | -------- | ---------- | ------------- | ---------- | ----- |
| Étape 1 | 11 avr | SS1  | 9 h 43  | Batley 1             | 19,82 km | 11e        | 11 min 09 s 8 | 106,5 km/h | 11e   |
| Étape 1 | 11 avr | SS2  | 10 h 11 | Waipu Gorge 1        | 11,24 km | 11e        | 6 min 50 s 8  | 98,5 km/h  | 10e   |
| Étape 1 | 11 avr | SS3  | 10 h 34 | Brooks 1             | 16,03 km | 4e         | 9 min 53 s 8  | 97,2 km/h  | 9e    |
| Étape 1 | 11 avr | SS4  | 11 h 47 | New Cassidy          | 21,64 km | 7e         | 12 min 24 s 9 | 104,6 km/h | 8e    |
| Étape 1 | 11 avr | SS5  | 13 h 00 | Paparoa Station 1    | 11,64 km | 7e         | 6 min 24 s 8  | 108,9 km/h | 7e    |
| Étape 1 | 11 avr | SS6  | 14 h 36 | Batley 2             | 19,82 km | 5e         | 10 min 41 s 4 | 111,2 km/h | 7e    |
| Étape 1 | 11 avr | SS7  | 15 h 04 | Waipu Gorge 2        | 11,24 km | 4e         | 6 min 38 s 7  | 101,5 km/h | 7e    |
| Étape 1 | 11 avr | SS8  | 15 h 27 | Brooks 2             | 16,03 km | 4e         | 9 min 31 s 7  | 100,9 km/h | 7e    |
| Étape 1 | 11 avr | SS9  | 15 h 55 | Paparoa Station 2    | 11,64 km | 5e         | 6 min 15 s 8  | 111,5 km/h | 6e    |
| Étape 2 | 12 avr | SS10 | 8 h 43  | Parahi - Ararua      | 59,00 km | 5e         | 33 min 54 s 4 | 104,4 km/h | 6e    |
| Étape 2 | 12 avr | SS11 | 11 h 31 | Mititat Finish       | 20,15 km | 6e         | 10 min 21 s 7 | 116,7 km/h | 6e    |
| Étape 2 | 12 avr | SS12 | 12 h 09 | Takatoka             | 10,15 km | 6e         | 5 min 14 s 6  | 116,1 km/h | 6e    |
| Étape 2 | 12 avr | SS13 | 13 h 32 | Parahi               | 25,10 km | 4e         | 12 min 52 s 3 | 117,0 km/h | 6e    |
| Étape 2 | 12 avr | SS14 | 14 h 05 | Ararua               | 31,75 km | 3e         | 19 min 20 s 7 | 98,5 km/h  | 4e    |
| Étape 2 | 12 avr | SS15 | 19 h 00 | Manukau Super 1      | 2,10 km  | 18e        | 1 min 44 s 8  | 72,1 km/h  | 4e    |
| Étape 2 | 12 avr | SS16 | 19 h 30 | Manukau Super 2      | 2,10 km  | 12e        | 1 min 47 s 2  | 70,5 km/h  | 4e    |
| Étape 3 | 13 avr | SS17 | 8 h 23  | Te Akau South Revers | 27,60 km | 4e         | 16 min 08 s 1 | 102,6 km/h | 4e    |
| Étape 3 | 13 avr | SS18 | 9 h 06  | Te Akau North        | 32,37 km | 15e        | 18 min 52 s 9 | 102,9 km/h | 4e    |
| Étape 3 | 13 avr | SS19 | 11 h 19 | Ridge - Campbell 1   | 16,45 km | 5e         | 9 min 05 s 3  | 108,6 km/h | 4e    |
| Étape 3 | 13 avr | SS20 | 11 h 47 | Ridge - Campbell 2   | 16,45 km | 4e         | 8 min 53 s 2  | 111,1 km/h | 4e    |
| Étape 3 | 13 avr | SS21 | 12 h 40 | Fyfe 1               | 10,60 km | 3e         | 5 min 47 s 5  | 109,8 km/h | 4e    |
| Étape 3 | 13 avr | SS22 | 13 h 10 | Fyfe 2               | 10,60 km | 4e         | 5 min 42 s 2  | 111,5 km/h | 4e    |

## 23º YPF Rally Argentina
Le championnat du monde poursuit son excursion dans l'hémisphère Sud avec le rallye d'Argentine, troisième épreuve inédite consécutive pour Sébastien Loeb. Ne disposant que des reconnaissances effectuées sur place en 2002 comme unique point de référence, le caractère particulièrement varié des spéciales lui fait craindre une prise de notes compliquée du fait de son manque d'expérience. Parti sur un rythme prudent, il oscille entre la sixième et la huitième place du général durant la majeure partie de la première étape avant d'accéder au podium provisoire en réalisant le deuxième temps du secteur Ascochinga - La Cumbre et en bénéficiant des ennuis rencontrés par certains de ses adversaires. Son coéquipier Colin McRae est en effet victime d'un incendie à bord de sa Xsara quand Marcus Grönholm lâche près de deux minutes en raison de problèmes affectant les différentiels. À la lutte pour défendre son rang face à Markko Märtin et Harri Rovanperä, l'Alsacien perd finalement plus de vingt secondes dans Villa Albertina - Ischilín et se voit distancer par les deux pilotes nordiques. La deuxième étape commence de manière mouvementée avec l'annulation de la première spéciale et un temps forfaitaire imposé dans la suivante, la faute à un nombre de spectateurs jugé trop important par les organisateurs. Loeb rétrograde à nouveau d'une place, repris par Grönholm qui enchaîne les scratchs, avant de signer trois chronos convaincants consécutifs lui permettant de récupérer la cinquième position de Rovanperä. C'est finalement dans la dernière spéciale de cette seconde journée que s'achève la première participation du Français en Argentine, contraint à l'abandon à la suite d'une sortie de route,.
| Étape   | Jour   | E.S. | Heure   | Nom                                     | Distance | Clas. Spé.       | Temps            | Vit. Moy.        | Clas.   |
| ------- | ------ | ---- | ------- | --------------------------------------- | -------- | ---------------- | ---------------- | ---------------- | ------- |
| Étape 1 | 8 mai  | SS1  | 19 h 35 | Complejo Pro-Racing (Lane A)            | 3,02 km  | 15e              | 2 min 17 s 7     | 79,0 km/h        | 14e     |
| Étape 1 | 8 mai  | SS2  | 19 h 40 | Complejo Pro-Racing (Lane B)            | 3,02 km  | 12e              | 2 min 14 s 7     | 80,7 km/h        | 14e     |
| Étape 1 | 9 mai  | SS3  | 8 h 50  | El Reposo - Los Sauces 1                | 10,03 km | 6e               | 5 min 49 s 7     | 103,3 km/h       | 9e      |
| Étape 1 | 9 mai  | SS4  | 9 h 17  | Cañada de Río Pinto - Villa Albertina 1 | 10,91 km | 7e               | 7 min 53 s 1     | 103,3 km/h       | 7e      |
| Étape 1 | 9 mai  | SS5  | 9 h 39  | Villa Albertina - Ischilín 1            | 15,17 km | 7e               | 9 min 02 s 4     | 100,7 km/h       | 7e      |
| Étape 1 | 9 mai  | SS6  | 10 h 11 | Museo Fader - Ongamira 1                | 18,49 km | 9e               | 10 min 25 s 7    | 106,4 km/h       | 8e      |
| Étape 1 | 9 mai  | SS7  | 12 h 02 | La Falda - Villa Giardino 1             | 9,37 km  | 2e               | 6 min 27 s 6     | 87,0 km/h        | 7e      |
| Étape 1 | 9 mai  | SS8  | 12 h 30 | La Cumbre - Agua de Oro 1               | 21,70 km | 6e               | 18 min 57 s 7    | 68,7 km/h        | 6e      |
| Étape 1 | 9 mai  | SS9  | 13 h 20 | Ascochinga - La Cumbre 1                | 28,83 km | 2e               | 19 min 07 s 6    | 90,4 km/h        | 3e      |
| Étape 1 | 9 mai  | SS10 | 15 h 32 | El Reposo - Los Sauces 2                | 10,03 km | 4e               | 5 min 43 s 9     | 105,0 km/h       | 4e      |
| Étape 1 | 9 mai  | SS11 | 15 h 59 | Cañada de Río Pinto - Villa Albertina 2 | 10,91 km | 5e               | 7 min 44 s 9     | 84,5 km/h        | 3e      |
| Étape 1 | 9 mai  | SS12 | 16 h 21 | Villa Albertina - Ischilín 2            | 15,17 km | 10e              | 9 min 08 s 9     | 99,5 km/h        | 5e      |
| Étape 1 | 9 mai  | SS13 | 16 h 53 | Museo Fader - Ongamira 2                | 18,49 km | 7e               | 9 min 57 s 5     | 111,4 km/h       | 5e      |
| Étape 2 | 10 mai | SS14 | 8 h 50  | Capilla del Monte - San Marcos Sierra 1 | 23,02 km | Spéciale annulée | Spéciale annulée | Spéciale annulée | 5e      |
| Étape 2 | 10 mai | SS15 | 9 h 23  | San Marcos Sierra - Charbonier          | 9,61 km  | 1er              | 6 min 33 s 7     | 87,9 km/h        | 5e      |
| Étape 2 | 10 mai | SS16 | 10 h 14 | San Marcos Sierra - Cuchi Corral 1      | 22,57 km | 8e               | 13 min 35 s 5    | 99,6 km/h        | 6e      |
| Étape 2 | 10 mai | SS17 | 11 h 58 | Cosquín - Villa Allende                 | 19,19 km | 3e               | 13 min 20 s 1    | 86,3 km/h        | 6e      |
| Étape 2 | 10 mai | SS18 | 13 h 08 | Carlos Paz - Cabalango                  | 14,81 km | 3e               | 10 min 09 s 5    | 87,5 km/h        | 5e      |
| Étape 2 | 10 mai | SS19 | 13 h 36 | Tanti - Cosquín                         | 9,50 km  | 4e               | 5 min 54 s 0     | 96,6 km/h        | 5e      |
| Étape 2 | 10 mai | SS20 | 15 h 34 | Capilla del Monte - San Marcos Sierra 2 | 23,02 km | Abandon          | Abandon          | Abandon          | Abandon |
| Étape 3 | 11 mai | SS21 | 8 h 30  | Capilla del Monte - San Marcos Sierra 3 | 23,02 km | Abandon          | Abandon          | Abandon          | Abandon |
| Étape 3 | 11 mai | SS22 | 9 h 00  | San Marcos Sierra - Cuchi Corral 2      | 22,57 km | Abandon          | Abandon          | Abandon          | Abandon |
| Étape 3 | 11 mai | SS23 | 10 h 32 | La Falda - Villa Giardino 2             | 9,37 km  | Abandon          | Abandon          | Abandon          | Abandon |
| Étape 3 | 11 mai | SS24 | 11 h 00 | La Cumbre - Agua de Oro 2               | 21,70 km | Abandon          | Abandon          | Abandon          | Abandon |
| Étape 3 | 11 mai | SS25 | 11 h 50 | Ascochinga - La Cumbre 2                | 28,83 km | Abandon          | Abandon          | Abandon          | Abandon |

## 50th Acropolis Rally
Le rallye de l'Acropole est l'épreuve terre pour laquelle Sébastien Loeb dispose du plus d'expérience en vertu de sa participation lors des deux précédentes éditions et de sa victoire acquise sur la manche grecque en 2001 dans le cadre du championnat JWRC. L'Alsacien ne cache pas sa satisfaction envers l'amélioration du comportement de la Citroën Xsara WRC sur les revêtements terre avant le coup d'envoi et se fixe comme objectif de parvenir à suivre le rythme imposé par ses deux coéquipiers, vainqueurs de huit des neuf dernières éditions de l'Acropole : « Mon but, à l'Acropole, sera de me situer, comme en Nouvelle-Zélande et en Argentine, dans les temps de mes équipiers. Au vu de leur palmarès grec, si je réussis cela, je ne devrais pas être très loin des avant-postes. Ce qui est sûr, en tout cas, c'est que je suis très motivé. »,. Lâché par le moteur de sa voiture au milieu de la première spéciale, il est aussitôt contraint à l'abandon, le troisième en six rallyes.
| Étape   | Jour   | E.S. | Heure   | Nom                     | Distance | Clas. Spé. | Temps   | Vit. Moy. | Clas.   |
| ------- | ------ | ---- | ------- | ----------------------- | -------- | ---------- | ------- | --------- | ------- |
| Étape 1 | 6 juin | SS1  | 8 h 18  | Pavliani 1              | 24,45 km | Abandon    | Abandon | Abandon   | Abandon |
| Étape 1 | 6 juin | SS2  | 9 h 07  | Stromi 1                | 14,61 km | Abandon    | Abandon | Abandon   | Abandon |
| Étape 1 | 6 juin | SS3  | 10 h 10 | Eleftherohori           | 18,67 km | Abandon    | Abandon | Abandon   | Abandon |
| Étape 1 | 6 juin | SS4  | 12 h 18 | Rengini 1               | 11,84 km | Abandon    | Abandon | Abandon   | Abandon |
| Étape 1 | 6 juin | SS5  | 12 h 46 | Elatia - Zeli 1         | 34,68 km | Abandon    | Abandon | Abandon   | Abandon |
| Étape 1 | 6 juin | SS6  | 15 h 37 | Pavliani 2              | 24,45 km | Abandon    | Abandon | Abandon   | Abandon |
| Étape 1 | 6 juin | SS7  | 16 h 26 | Stromi 2                | 14,61 km | Abandon    | Abandon | Abandon   | Abandon |
| Étape 1 | 6 juin | SS8  | 18 h 01 | SSS Lilea - Parnassos 1 | 2,43 km  | Abandon    | Abandon | Abandon   | Abandon |
| Étape 2 | 7 juin | SS9  | 6 h 56  | Mendenitsa              | 17,34 km | Abandon    | Abandon | Abandon   | Abandon |
| Étape 2 | 7 juin | SS10 | 8 h 21  | Bauxites 1              | 23,45 km | Abandon    | Abandon | Abandon   | Abandon |
| Étape 2 | 7 juin | SS11 | 9 h 44  | Drosohori 1             | 17,76 km | Abandon    | Abandon | Abandon   | Abandon |
| Étape 2 | 7 juin | SS12 | 12 h 17 | Rengini 2               | 11,84 km | Abandon    | Abandon | Abandon   | Abandon |
| Étape 2 | 7 juin | SS13 | 12 h 45 | Elatia - Zeli 2         | 34,68 km | Abandon    | Abandon | Abandon   | Abandon |
| Étape 2 | 7 juin | SS14 | 16 h 03 | Bauxites 2              | 23,45 km | Abandon    | Abandon | Abandon   | Abandon |
| Étape 2 | 7 juin | SS15 | 17 h 26 | Drosogori 2             | 17,76 km | Abandon    | Abandon | Abandon   | Abandon |
| Étape 2 | 7 juin | SS16 | 18 h 18 | SSS Lilea - Parnassos 2 | 2,43 km  | Abandon    | Abandon | Abandon   | Abandon |
| Étape 3 | 8 juin | SS17 | 9 h 28  | Dikastro 1              | 18,40 km | Abandon    | Abandon | Abandon   | Abandon |
| Étape 3 | 8 juin | SS18 | 10 h 06 | New Tarzan 1            | 20,65 km | Abandon    | Abandon | Abandon   | Abandon |
| Étape 3 | 8 juin | SS19 | 11 h 04 | Agios Stefanos 1        | 13,47 km | Abandon    | Abandon | Abandon   | Abandon |
| Étape 3 | 8 juin | SS20 | 13 h 32 | Dikastro 2              | 18,40 km | Abandon    | Abandon | Abandon   | Abandon |
| Étape 3 | 8 juin | SS21 | 14 h 10 | New Tarzan 2            | 20,65 km | Abandon    | Abandon | Abandon   | Abandon |
| Étape 3 | 8 juin | SS22 | 15 h 08 | Agios Stefanos 2        | 13,47 km | Abandon    | Abandon | Abandon   | Abandon |

## 31st Cyprus Rally
Pour sa première saison complète, Sébastien Loeb poursuit son apprentissage avec la découverte du rallye de Chypre, présent au calendrier depuis 2000 et réputé aussi éprouvant et cassant que son voisin hellénique. Le Français abandonne plus de cinquante secondes sur les pilotes de tête à l'issue des deux premières spéciales avant que les seconds passages de l'après-midi ne lui permettent de corriger ses notes et d'améliorer ses chronos de manière significative. Il enregistre ainsi le deuxième temps de la spéciale de clôture de la première étape, à moins de deux secondes de la meilleure marque de Marcus Grönholm, suffisant pour s'emparer de la cinquième place du général devant ses deux coéquipiers. La journée du lendemain est marquée par une hécatombe au sein de la formation Peugeot, occupant jusqu'alors trois des quatre premières positions. Grönholm est tout d'abord victime de la casse de son arbre de transmission avant que Gilles Panizzi ne se retrouve à l'arrêt en raison d'une surchauffe moteur. Sébastien Loeb hérite ainsi de la troisième place du général mais accuse un retard important de plus d'une minute sur le leader Petter Solberg. Désireux de préserver son premier podium sur terre en championnat du monde, il choisit dès lors de caler son rythme sur celui de Colin McRae, son poursuivant direct, et pointe quasi-systématiquement dans le quarté de tête de chaque spéciale. Deuxième du général et dernier pilote d'usine de la marque au Lion encore en course, Harri Rovanperä connaît de sérieux problèmes de transmission à deux secteurs de l'arrivée. Entrevoyant la possibilité de gagner une place supplémentaire, Loeb décide de hausser son rythme mais échoue dans sa tentative pour un écart final inférieur à trois secondes entre les deux hommes. À la mi-saison, le pilote alsacien dépasse les objectifs qui lui étaient fixés par son employeur, lequel annonce aussitôt une prolongation de deux ans de son contrat avec la marque en tant que titulaire d'usine. La nouvelle réglementation controversée, que la FIA entend mettre en application dans le championnat WRC dès 2004, stipulant entre autres que le troisième volant des équipes officielles doit être réservé à un pilote n'ayant jamais accédé à un podium au cours des deux saisons précédentes implique dès lors pour l'écurie Citroën l'obligation de se séparer de Carlos Sainz ou Colin McRae en fin d'année,.
| Étape   | Jour    | E.S. | Heure   | Nom                            | Distance | Clas. Spé. | Temps         | Vit. Moy. | Clas. |
| ------- | ------- | ---- | ------- | ------------------------------ | -------- | ---------- | ------------- | --------- | ----- |
| Étape 1 | 20 juin | SS1  | 8 h 48  | Platres - Kato Amiantos 1      | 11,60 km | 19e        | 9 min 53 s 0  | 70,4 km/h | 19e   |
| Étape 1 | 20 juin | SS2  | 9 h 41  | Lagoudera - Spilia 1           | 38,32 km | 7e         | 35 min 47 s 2 | 64,2 km/h | 8e    |
| Étape 1 | 20 juin | SS3  | 14 h 39 | Platres - Kato Amiantos 2      | 11,60 km | 7e         | 9 min 18 s 2  | 74,8 km/h | 9e    |
| Étape 1 | 20 juin | SS4  | 15 h 32 | Lagoudera - Spilia 2           | 38,32 km | 2e         | 34 min 31 s 8 | 66,6 km/h | 5e    |
| Étape 2 | 21 juin | SS5  | 7 h 43  | Kourdali - Asinou              | 15,00 km | 4e         | 16 min 15 s 6 | 55,4 km/h | 5e    |
| Étape 2 | 21 juin | SS6  | 8 h 13  | Asinou - Nikitari              | 25,61 km | 4e         | 26 min 54 s 6 | 57,1 km/h | 3e    |
| Étape 2 | 21 juin | SS7  | 9 h 13  | Orkondas - Stavroulia          | 17,99 km | 6e         | 19 min 33 s 3 | 55,2 km/h | 3e    |
| Étape 2 | 21 juin | SS8  | 11 h 33 | Akrounda - Apsiou              | 7,99 km  | 4e         | 8 min 15 s 2  | 58,1 km/h | 3e    |
| Étape 2 | 21 juin | SS9  | 12 h 36 | Finí - Koilinia 1              | 30,33 km | 5e         | 27 min 51 s 6 | 65,3 km/h | 3e    |
| Étape 2 | 21 juin | SS10 | 13 h 34 | Galatareia - Nata 1            | 15,55 km | 4e         | 11 min 25 s 7 | 81,6 km/h | 3e    |
| Étape 2 | 21 juin | SS11 | 16 h 27 | Finí - Koilinia 2              | 30,33 km | 4e         | 27 min 08 s 4 | 67,1 km/h | 3e    |
| Étape 2 | 21 juin | SS12 | 17 h 25 | Galatareia - Nata 2            | 15,55 km | 3e         | 11 min 11 s 6 | 83,4 km/h | 3e    |
| Étape 3 | 22 juin | SS13 | 8 h 53  | Vavatsinia - Mandra Kambiou 1  | 19,00 km | 4e         | 17 min 18 s 9 | 65,8 km/h | 3e    |
| Étape 3 | 22 juin | SS14 | 9 h 36  | Macheras - Agioi Vavatsinias 1 | 12,94 km | 4e         | 11 min 48 s 0 | 65,8 km/h | 3e    |
| Étape 3 | 22 juin | SS15 | 10 h 19 | Kellaki - Finikária 1          | 9,49 km  | 8e         | 8 min 56 s 8  | 63,6 km/h | 3e    |
| Étape 3 | 22 juin | SS16 | 12 h 37 | Vavatsinia - Mandra Kambiou 2  | 19,00 km | 3e         | 17 min 05 s 2 | 66,7 km/h | 3e    |
| Étape 3 | 22 juin | SS17 | 13 h 20 | Macheras - Agioi Vavatsinias 2 | 12,94 km | 3e         | 11 min 38 s 8 | 66,7 km/h | 3e    |
| Étape 3 | 22 juin | SS18 | 14 h 03 | Kellaki - Finikária 2          | 9,49 km  | 3e         | 8 min 35 s 5  | 66,3 km/h | 3e    |

## 22. ADAC Rallye Deutschland
Le rallye d'Allemagne, théâtre de la première victoire officielle de Sébastien Loeb en championnat du monde l'année précédente, permet à l'Alsacien de retrouver l'asphalte, sa surface de prédilection. Il connaît un départ difficile en raison d'un mauvais choix de pneus et d'un ordre de passage désavantageux relatif à sa sixième place dans le classement mondial, abandonnant ainsi plus de vingt secondes dans la première boucle à l'ouvreur Richard Burns, auteur de la totalité des temps scratchs avec Markko Märtin. Inaugurant la nouvelle Ford Focus WRC sur goudron, le pilote estonien est finalement victime d'un problème de boîte de vitesses au milieu de la première étape et cède plus d'une minute sur le leader. Loeb parvient à réduire son retard dans les seconds passages, signant son premier scratch dans le secteur de Dhrontal et pointant à dix secondes de la tête au soir de la première journée. La pluie fait son apparition le lendemain tandis que les positions de départ inversées ne permettent plus à Burns de profiter d'une route propre, contraignant le Britannique à céder du terrain. Le choix de pneus s'avère cornélien pour Loeb qui opte pour un compromis, perdant plus de treize secondes dans la première spéciale avant de signer le scratch dans le deuxième passage de Erzweiler. Désormais deuxième du général à six secondes de Marcus Grönholm, le Français profite d'une crevaison lente et de problèmes de suspensions affectant le double champion du monde pour s'emparer des commandes du rallye d'une courte tête au terme de la deuxième étape : « Je me méfie de Grönholm. Son expérience sur le mouillé est grande et, si je n'ai pas commis d'erreur dans le choix des pneus samedi, il n'est pas évident de ne pas en faire une, comme vendredi… »,. Les deux hommes ne sont séparés que de cinq secondes au départ de la dernière journée de course. Le Finlandais part à la faute dès le premier chrono en heurtant une pierre dans un virage abordé de manière trop large et abandonne dix secondes. Victime d'une averse soudaine durant son passage dans la dix-neuvième spéciale, Loeb voit alors une grande partie de son avance fondre et se retrouve à nouveau sous la menace de son adversaire. Il réagit aussitôt dans les deux secteurs suivants en tenant le champion du monde à distance et parvient à rétablir une marge d'environ treize secondes au moment d'aborder l'ultime spéciale Moselwein. Toujours en quête d'un premier succès sur asphalte, le pilote nordique entreprend de tendre un piège au jeune Alsacien en lui annonçant quelques minutes avant le départ : « Tu vas trop vite pour moi. Je n'irai pas te chercher ». Pensant la victoire acquise, Loeb décide d'assurer son rythme avant de s'apercevoir de la duperie au moment de l'affichage du premier temps intermédiaire. Passant à l'offensive, il parvient à contenir la remontée du Finlandais et remporte sa deuxième victoire de rang dans la région de Trèves pour un écart final inférieur à quatre secondes : « En partant dans la dernière spéciale, je pensais que c'était joué. A mi-spéciale, j'ai pensé le contraire. Marcus m'avait dit qu'il n'irait pas me chercher mais il a bien failli réussir. Dès que j'ai eu connaissance de l'écart, j'ai tout donné pour récupérer du temps. À la fin, il y a trois secondes et cela suffit pour gagner. L'an dernier, la victoire avait le goût inoubliable de la première fois. Celle-ci a été acquise sur un terrain rendu beaucoup plus difficile par la météo. Face à Marcus Grönholm dont on connaît la valeur dans ces conditions, il a vraiment fallu aller la chercher… Je ne suis pas prêt d'oublier un final aussi serré! »,. Ce troisième succès de la saison pour l'équipe Citroën permet à la marque aux chevrons d'atteindre ses objectifs fixés pour l'année avant l'entame de la seconde moitié du calendrier. Sébastien Loeb avoue quant à lui entrevoir l'hypothèse d'un premier titre mondial, s'appuyant sur la présence de trois manches asphalte parmi les six dernières à disputer avant la clôture du championnat.
| Étape   | Jour    | E.S. | Heure   | Nom                         | Distance | Clas. Spé. | Temps         | Vit. Moy.  | Clas. |
| ------- | ------- | ---- | ------- | --------------------------- | -------- | ---------- | ------------- | ---------- | ----- |
| Étape 1 | 25 juil | SS1  | 10 h 09 | Stein und Wein - Ruwertal 1 | 17,21 km | 4e         | 9 min 40 s 8  | 106,7 km/h | 4e    |
| Étape 1 | 25 juil | SS2  | 10 h 52 | Dhrontal 1                  | 12,81 km | 3e         | 8 min 11 s 4  | 93,8 km/h  | 4e    |
| Étape 1 | 25 juil | SS3  | 13 h 10 | Maiwald                     | 15,61 km | 7e         | 9 min 12 s 3  | 101,7 km/h | 5e    |
| Étape 1 | 25 juil | SS4  | 13 h 35 | Panzerplatte Ost            | 35,42 km | 2e         | 20 min 44 s 2 | 102,5 km/h | 4e    |
| Étape 1 | 25 juil | SS5  | 16 h 21 | Stein und Wein - Ruwertal 2 | 17,21 km | 2e         | 9 min 38 s 6  | 107,1 km/h | 2e    |
| Étape 1 | 25 juil | SS6  | 17 h 04 | Dhrontal 2                  | 12,81 km | 1er        | 8 min 00 s 7  | 95,9 km/h  | 2e    |
| Étape 1 | 25 juil | SS7  | 20 h 05 | St. Wendel 1                | 6,24 km  | 7e         | 3 min 27 s 4  | 108,3 km/h | 3e    |
| Étape 2 | 26 juil | SS8  | 8 h 28  | Bosenberg 1                 | 17,02 km | 8e         | 9 min 30 s 4  | 107,4 km/h | 3e    |
| Étape 2 | 26 juil | SS9  | 9 h 21  | Peterberg 1                 | 10,55 km | 2e         | 6 min 12 s 6  | 101,9 km/h | 3e    |
| Étape 2 | 26 juil | SS10 | 10 h 54 | Erzweiler 1                 | 19,98 km | 3e         | 11 min 49 s 4 | 101,4 km/h | 3e    |
| Étape 2 | 26 juil | SS11 | 11 h 25 | Panzerplatte West 1         | 34,02 km | 4e         | 19 min 56 s 8 | 102,3 km/h | 2e    |
| Étape 2 | 26 juil | SS12 | 13 h 53 | Erzweiler 2                 | 19,98 km | 1er        | 11 min 40 s 6 | 102,7 km/h | 2e    |
| Étape 2 | 26 juil | SS13 | 14 h 24 | Panzerplatte West 2         | 34,02 km | 2e         | 19 min 01 s 8 | 107,3 km/h | 1er   |
| Étape 2 | 26 juil | SS14 | 16 h 27 | Peterberg 2                 | 10,55 km | 2e         | 6 min 25 s 7  | 98,5 km/h  | 1er   |
| Étape 2 | 26 juil | SS15 | 17 h 15 | Bosenberg 1                 | 17,02 km | 3e         | 9 min 05 s 1  | 112,4 km/h | 1er   |
| Étape 2 | 26 juil | SS16 | 17 h 51 | St. Wendel 2                | 6,24 km  | 10e        | 3 min 43 s 0  | 100,7 km/h | 1er   |
| Étape 3 | 27 juil | SS17 | 7 h 28  | Schönes Moselland 1         | 15,29 km | 2e         | 9 min 06 s 8  | 100,7 km/h | 1er   |
| Étape 3 | 27 juil | SS18 | 7 h 58  | Moselwein 1                 | 16,55 km | 3e         | 10 min 12 s 5 | 97,3 km/h  | 1er   |
| Étape 3 | 27 juil | SS19 | 9 h 16  | St. Wendeler Land 1         | 18,93 km | 12e        | 10 min 23 s 9 | 109,2 km/h | 1er   |
| Étape 3 | 27 juil | SS20 | 11 h 56 | Schönes Moselland 2         | 15,29 km | 3e         | 9 min 30 s 8  | 96,4 km/h  | 1er   |
| Étape 3 | 27 juil | SS21 | 12 h 26 | Moselwein 2                 | 16,55 km | 2e         | 10 min 33 s 5 | 94,0 km/h  | 1er   |
| Étape 3 | 27 juil | SS22 | 13 h 44 | St. Wendeler Land 2         | 18,93 km | 7e         | 10 min 42 s 1 | 106,1 km/h | 1er   |

## 53rd Neste Rally Finland
Le rallye de Finlande constitue à l'instar de la manche suédoise un terrain spécifique où les Nordiques sont réputés imbattables. Sébastien Loeb retient de sa participation à cette épreuve en 2002 l'écart qu'il lui reste à combler face aux meilleurs spécialistes locaux et se fixe dès lors comme objectif de rallier l'arrivée avec quelques points : « L'an dernier, en roulant le plus fort possible dans les deuxièmes passages des spéciales déjà parcourues, j'ai pu constater qu'il me restait du chemin à faire pour jouer avec les meilleurs. La Xsara a progressé, ce qui doit me faciliter la tâche. Néanmoins, je vais rester réaliste et prudent en me fixant pour objectif de ramener de Finlande quelques points… ». Auteur d'un début de course en retrait, il gravite autour de la dixième place du général au terme des cinq premières spéciales avant de hausser son rythme dans les deuxièmes passages et de dépasser trois pilotes locaux, dont le quadruple champion du monde Tommi Mäkinen. Il est septième, place rémunératrice de points, au soir de la première étape et concède alors plus d'une minute sur le duel que se livrent les deux hommes de tête, Marcus Grönholm et Markko Märtin. L'Alsacien poursuit son apprentissage du terrain au cours de la deuxième journée et montre des signes de progression en signant notamment le troisième temps dans le deuxième passage de la spéciale mythique Ouninpohja. Il profite d'une casse de suspension de Grönholm, survenue dans ce même secteur alors qu'il occupait le leadership, pour gagner une place supplémentaire puis achève la seconde étape en cinquième position, bénéficiant de la sortie de route de son coéquipier Colin McRae. Son poursuivant direct étant à plus de trente secondes et les premières places inaccessibles à la régulière, il parcourt la dernière étape sur un rythme prudent pour assurer son rang ainsi que les points associés.
| Étape   | Jour   | E.S. | Heure   | Nom            | Distance | Clas. Spé. | Temps         | Vit. Moy.  | Clas. |
| ------- | ------ | ---- | ------- | -------------- | -------- | ---------- | ------------- | ---------- | ----- |
| Étape 1 | 7 août | SS1  | 18 h 35 | Killeri 1      | 2,06 km  | 5e         | 1 min 19 s 4  | 93,4 km/h  | 5e    |
| Étape 1 | 8 aoû  | SS2  | 9 h 00  | Jukojärvi 1    | 22,31 km | 12e        | 11 min 07 s 8 | 120,3 km/h | 12e   |
| Étape 1 | 8 aoû  | SS3  | 9 h 31  | Kruununperä 1  | 20,17 km | 9e         | 9 min 27 s 9  | 127,9 km/h | 11e   |
| Étape 1 | 8 aoû  | SS4  | 11 h 48 | Valkola        | 8,42 km  | 13e        | 4 min 33 s 5  | 110,8 km/h | 11e   |
| Étape 1 | 8 aoû  | SS5  | 12 h 31 | Lankamaa       | 23,47 km | 8e         | 11 min 38 s 5 | 121,0 km/h | 10e   |
| Étape 1 | 8 aoû  | SS6  | 13 h 22 | Laukaa         | 11,82 km | 10e        | 5 min 58 s 1  | 118,8 km/h | 8e    |
| Étape 1 | 8 aoû  | SS7  | 14 h 20 | Ruuhimäki      | 7,57 km  | 6e         | 4 min 10 s 9  | 108,6 km/h | 7e    |
| Étape 1 | 8 aoû  | SS8  | 16 h 37 | Jukojärvi 2    | 22,31 km | 7e         | 10 min 53 s 0 | 123,0 km/h | 7e    |
| Étape 1 | 8 aoû  | SS9  | 17 h 08 | Kruununperä 2  | 20,17 km | 4e         | 9 min 09 s 3  | 132,2 km/h | 7e    |
| Étape 1 | 8 aoû  | SS10 | 19 h 50 | Killeri 2      | 2,06 km  | 8e         | 1 min 20 s 0  | 92,7 km/h  | 7e    |
| Étape 2 | 9 aoû  | SS11 | 8 h 04  | Paijala        | 21,95 km | 8e         | 11 min 35 s 2 | 113,7 km/h | 7e    |
| Étape 2 | 9 aoû  | SS12 | 8 h 39  | Ouninpohja 1   | 33,24 km | 9e         | 15 min 57 s 4 | 125,0 km/h | 7e    |
| Étape 2 | 9 aoû  | SS13 | 11 h 29 | Urria          | 10,00 km | 8e         | 4 min 52 s 5  | 123,1 km/h | 7e    |
| Étape 2 | 9 aoû  | SS14 | 12 h 47 | Ouninpohja 2   | 33,24 km | 3e         | 15 min 32 s 0 | 128,4 km/h | 7e    |
| Étape 2 | 9 aoû  | SS15 | 13 h 50 | Ehikki         | 14,91 km | 7e         | 7 min 02 s 5  | 127,0 km/h | 6e    |
| Étape 2 | 9 aoû  | SS16 | 16 h 18 | Moksi - Leustu | 40,96 km | 5e         | 20 min 48 s 0 | 118,2 km/h | 5e    |
| Étape 2 | 9 aoû  | SS17 | 17 h 30 | Himos          | 13,62 km | 5e         | 7 min 35 s 6  | 107,6 km/h | 5e    |
| Étape 3 | 10 aoû | SS18 | 8 h 56  | Parkkola 1     | 19,88 km | 6e         | 9 min 58 s 5  | 119,6 km/h | 5e    |
| Étape 3 | 10 aoû | SS19 | 9 h 56  | Mökkiperä 1    | 13,96 km | 4e         | 7 min 01 s 9  | 119,1 km/h | 5e    |
| Étape 3 | 10 aoû | SS20 | 10 h 30 | Palsankylä     | 25,46 km | 7e         | 13 min 53 s 9 | 109,9 km/h | 5e    |
| Étape 3 | 10 aoû | SS21 | 12 h 38 | Kuohu          | 7,76 km  | 9e         | 3 min 55 s 6  | 118,6 km/h | 5e    |
| Étape 3 | 10 aoû | SS22 | 13 h 05 | Parkkola 2     | 19,88 km | 4e         | 9 min 50 s 4  | 121,2 km/h | 5e    |
| Étape 3 | 10 aoû | SS23 | 14 h 05 | Mökkiperä 2    | 13,96 km | 6e         | 6 min 58 s 5  | 120,1 km/h | 5e    |

## 16th Telstra Rally Australia
Le championnat du monde remet le cap vers les antipodes pour la dernière épreuve de la saison située en dehors du continent européen. Le rallye d'Australie, toujours organisé dans la région de Perth, est un terrain réputé atypique et piégeux en raison de son revêtement unique composé de petites billes d'argile. Sébastien Loeb confirme sa montée en puissance sur terre en accrochant la troisième place du général à l'issue de la première boucle matinale, devancé par le triple vainqueur sortant Marcus Grönholm et par le pilote Subaru Petter Solberg. Profitant d'un ordre de passage en spéciales avantageux, du fait de son classement mondial inférieur à celui de ses rivaux, le pilote alsacien signe quatre temps scratchs à compter de la mi-journée. Il impressionne notamment dans les 35 km de Stirling Long au terme desquels il parvient à reprendre près de vingt secondes à Solberg et lui subtiliser la deuxième place. Grönholm, alors en tête, part finalement à la faute deux secteurs plus loin et permet ainsi à Loeb d'occuper pour la première fois de sa carrière le leadership au soir d'une étape disputée sur terre. Sous la menace directe de son poursuivant norvégien, il parviendra à conserver les commandes pendant les dix spéciales de la deuxième journée. Les deux hommes se partageront la quasi-totalité des temps scratchs, le Français en remportant quatre, et l'écart les séparant tombera momentanément à quelques dixièmes de secondes. La dernière journée de course demeurera à l'image de la précédente. Crédité d'un retard d'environ cinq secondes, Solberg s'empare de la tête du général pour six dixièmes dès la première spéciale, avant de la céder à nouveau dans le secteur suivant. À l'assistance technique, Loeb est leader pour moins de deux secondes. Les informations météorologiques de l'équipe Citroën annoncent alors des conditions sèches pour les deux derniers tronçons, poussant le Français à opter pour des gommes dures. L'écurie rivale Subaru tente le pari inverse qui s’avérera payant en raison des fortes averses survenues à la sortie du parc fermé. Impuissant, l'Alsacien abandonne plus de vingt-cinq secondes et doit se contenter de la deuxième place finale. Ce résultat lui permet de se hisser au quatrième rang du classement mondial et de réduire l'écart le séparant du leader Richard Burns à dix points : « On a eu de mauvaises infos météo. On a pris des gommes dures et on a été surpris par la pluie. On pensait que ce serait sec et en sortant du parc il est tombé des cordes. Je pense que si cela était resté sec, cela aurait été très serré. Mais on a fait cette connerie dans le choix des pneus et cela m'a pas spécialement motivé. Cela m'a même un peu découragé. ». La presse spécialisée commence alors à lui prêter des chances significatives de disputer le sacre pour sa première saison complète, trois des quatre derniers rallyes devant se dérouler sur asphalte, sa surface de prédilection.
| Étape   | Jour  | E.S. | Heure   | Nom                  | Distance | Clas. Spé. | Temps         | Vit. Moy.  | Clas. |
| ------- | ----- | ---- | ------- | -------------------- | -------- | ---------- | ------------- | ---------- | ----- |
| Étape 1 | 4 sep | SS1  | 18 h 38 | Perth City Super I   | 2,45 km  | 5e         | 1 min 33 s 0  | 94,8 km/h  | 5e    |
| Étape 1 | 5 sep | SS2  | 8 h 19  | Murray North I       | 18,49 km | 4e         | 10 min 36 s 3 | 104,6 km/h | 4e    |
| Étape 1 | 5 sep | SS3  | 8 h 47  | Murray South I       | 20,12 km | 6e         | 12 min 09 s 9 | 99,2 km/h  | 4e    |
| Étape 1 | 5 sep | SS4  | 9 h 45  | Gobbys               | 5,20 km  | 4e         | 2 min 31 s 5  | 123,6 km/h | 3e    |
| Étape 1 | 5 sep | SS5  | 12 h 12 | Stirling West        | 15,89 km | 1er        | 9 min 15 s 3  | 103,0 km/h | 3e    |
| Étape 1 | 5 sep | SS6  | 12 h 44 | Stirling Long        | 34,99 km | 1er        | 20 min 02 s 1 | 104,8 km/h | 2e    |
| Étape 1 | 5 sep | SS7  | 14 h 17 | Turner Hill          | 7,00 km  | 4e         | 4 min 25 s 9  | 94,8 km/h  | 2e    |
| Étape 1 | 5 sep | SS8  | 16 h 43 | Murray North II      | 18,49 km | 1er        | 10 min 14 s 4 | 108,3 km/h | 1er   |
| Étape 1 | 5 sep | SS9  | 17 h 11 | Murray South II      | 20,12 km | 1er        | 11 min 30 s 0 | 105,0 km/h | 1er   |
| Étape 1 | 5 sep | SS10 | 20 h 32 | Perth City Super II  | 2,45 km  | 6e         | 1 min 34 s 0  | 93,8 km/h  | 1er   |
| Étape 2 | 6 sep | SS11 | 9 h 49  | Beraking East        | 8,88 km  | 2e         | 5 min 10 s 8  | 102,9 km/h | 1er   |
| Étape 2 | 6 sep | SS12 | 10 h 12 | Helena East I        | 20,49 km | 2e         | 11 min 40 s 9 | 105,2 km/h | 1er   |
| Étape 2 | 6 sep | SS13 | 10 h 45 | Helena West I        | 12,60 km | 1er        | 7 min 18 s 4  | 103,5 km/h | 1er   |
| Étape 2 | 6 sep | SS14 | 11 h 03 | Helena South I       | 17,31 km | 2e         | 8 min 55 s 7  | 116,3 km/h | 1er   |
| Étape 2 | 6 sep | SS15 | 14 h 12 | Beraking West        | 9,42 km  | 2e         | 4 min 39 s 9  | 121,2 km/h | 1er   |
| Étape 2 | 6 sep | SS16 | 14 h 35 | Helena East II       | 20,49 km | 1er        | 11 min 23 s 8 | 107,9 km/h | 1er   |
| Étape 2 | 6 sep | SS17 | 15 h 08 | Helena West II       | 12,60 km | 1er        | 7 min 10 s 6  | 105,3 km/h | 1er   |
| Étape 2 | 6 sep | SS18 | 15 h 26 | Helena South II      | 17,31 km | 1er        | 8 min 46 s 6  | 118,3 km/h | 1er   |
| Étape 2 | 6 sep | SS19 | 19 h 40 | Perth City Super III | 2,45 km  | 4e         | 1 min 32 s 7  | 95,1 km/h  | 1er   |
| Étape 2 | 6 sep | SS20 | 19 h 50 | Perth City Super IV  | 2,45 km  | 4e         | 1 min 32 s 8  | 95,0 km/h  | 1er   |
| Étape 3 | 7 sep | SS21 | 9 h 06  | Bannister North      | 24,81 km | 2e         | 13 min 17 s 6 | 112,0 km/h | 2e    |
| Étape 3 | 7 sep | SS22 | 9 h 44  | Bannister South      | 34,16 km | 1er        | 16 min 00 s 1 | 128,1 km/h | 1er   |
| Étape 3 | 7 sep | SS23 | 12 h 30 | Bannister West       | 24,69 km | 5e         | 12 min 31 s 9 | 118,2 km/h | 2e    |
| Étape 3 | 7 sep | SS24 | 13 h 08 | Bannister Central    | 33,45 km | 8e         | 18 min 39 s 5 | 107,6 km/h | 2e    |

## 45º Rallye Sanremo – Rallye d'Italia
Premier chapitre d'une série de trois manches consécutives disputées sur goudron, le rallye Sanremo est également celui sur lequel Sébastien Loeb décrocha son premier podium mondial lors de la saison 2001, résultats qui le plaça sous le feu des projecteurs et déboucha sur son actuel contrat de titulaire avec Citroën. Quelques jours avant le coup d'envoi de la manche italienne, l'équipe française annonce sa décision de renouveler sa collaboration avec Carlos Sainz pour la saison 2004, l'obligeant ainsi à se séparer de Colin McRae à la fin de l'année en raison du nouveau règlement régissant l'attribution des troisièmes volants,,,. L'écurie sœur Peugeot compte de son côté sur la présence de Gilles Panizzi, considéré comme la référence mondiale sur asphalte et triple vainqueur sortant du Sanremo, pour remporter une nouvelle victoire et prendre une option sur le titre Constructeurs. Loeb s'empare des commandes du rallye dès le premier secteur chronométré, signant quatre temps scratchs lors de la première étape et creusant des écarts significatifs dans les deux passages de Ceppo, longs de 36 km. Panizzi dépose rapidement les armes, victime d'un mauvais fonctionnement du nouveau modèle de suspension installé sur sa Peugeot 206 WRC. Seul Markko Märtin parvient un temps à suivre le rythme de l'Alsacien avant d'écoper d'une pénalité de trente secondes à la fin de la première journée pour retard de pointage au parc d'assistance. Disposant d'une marge de près d'une minute sur son poursuivant direct Marcus Grönholm, Loeb est solide leader au moment d'aborder la deuxième étape et opte pour une stratégie de gestionnaire, calant son rythme sur celui de ses adversaires et se contentant de maintenir son avance au général. Enchaînant les temps scratchs restants au programme, Märtin entame une remontée pour se hisser en seconde position mais, accusant un retard cumulé d'environ quarante secondes sur l'Alsacien à deux spéciales de l'arrivée, avoue son impossibilité d'espérer la victoire à la régulière. Un scénario similaire à celui vécu en Allemagne et en Australie se produit alors pour Loeb. Pensant le destin de sa course scellé, les prévisions météorologiques deviennent incertaines à l'approche de la fin du rallye. Il opte pour des gommes dures, anticipant une piste sèche, mais la pluie fait son apparition avant de s'intensifier. Il abandonnera près de deux minutes à Gilles Panizzi, parti en pneus intermédiaires, en moins de 50 km mais parviendra à sauver sur le fil sa troisième victoire de la saison en autant de manches asphalte. Ce nouveau succès lui permet également de se hisser à la seconde place du classement mondial, deux points derrière le leader Richard Burns : « Avant les deux dernières spéciales, c'était le stress. On savait qu'il risquait de pleuvoir dans la dernière mais pas dans la première. On a donc décidé de mettre des slicks durs. Mais quand on est sorti du parc d'assistance, on a vu les gros nuages noirs au-dessus d'Imperia, des orages qui éclataient. On s'en voulait d'avoir fait cette connerie de choix de pneus. Parce qu'en slicks sous la pluie, c'est inconduisible. »,.
| Étape   | Jour  | E.S. | Heure   | Nom              | Distance | Clas. Spé. | Temps         | Vit. Moy.  | Clas. |
| ------- | ----- | ---- | ------- | ---------------- | -------- | ---------- | ------------- | ---------- | ----- |
| Étape 1 | 3 oct | SS1  | 7 h 18  | Perinaldo 1      | 12,40 km | 1er        | 7 min 56 s 2  | 93,7 km/h  | 1er   |
| Étape 1 | 3 oct | SS2  | 9 h 26  | Ceppo 1          | 36,42 km | 1er        | 24 min 05 s 5 | 90,7 km/h  | 1er   |
| Étape 1 | 3 oct | SS3  | 12 h 25 | Cosio 1          | 19,19 km | 2e         | 12 min 01 s 3 | 95,8 km/h  | 1er   |
| Étape 1 | 3 oct | SS4  | 13 h 17 | San Bartolomeo 1 | 25,31 km | 2e         | 14 min 48 s 4 | 102,6 km/h | 1er   |
| Étape 1 | 3 oct | SS5  | 15 h 54 | Perinaldo 2      | 12,40 km | 1er        | 7 min 45 s 6  | 95,9 km/h  | 1er   |
| Étape 1 | 3 oct | SS6  | 16 h 42 | Ceppo 2          | 36,42 km | 1er        | 23 min 38 s 7 | 95,9 km/h  | 1er   |
| Étape 2 | 4 oct | SS7  | 9 h 20  | Teglia 1         | 52,30 km | 2e         | 35 min 02 s 4 | 89,6 km/h  | 1er   |
| Étape 2 | 4 oct | SS8  | 12 h 26 | Cosio 2          | 19,19 km | 7e         | 12 min 00 s 9 | 95,8 km/h  | 1er   |
| Étape 2 | 4 oct | SS9  | 13 h 18 | San Bartolomeo 2 | 25,31 km | 2e         | 14 min 46 s 2 | 102,8 km/h | 1er   |
| Étape 2 | 4 oct | SS10 | 15 h 52 | Teglia 2         | 52,30 km | 2e         | 34 min 55 s 5 | 89,8 km/h  | 1er   |
| Étape 3 | 5 oct | SS11 | 9 h 12  | Vignai 1         | 26,54 km | 1er        | 18 min 00 s 7 | 88,4 km/h  | 1er   |
| Étape 3 | 5 oct | SS12 | 9 h 54  | Colle d'Oggia 1  | 21,52 km | 4e         | 14 min 05 s 1 | 91,7 km/h  | 1er   |
| Étape 3 | 5 oct | SS13 | 12 h 28 | Vignai 2         | 26,54 km | 3e         | 20 min 10 s 9 | 78,9 km/h  | 1er   |
| Étape 3 | 5 oct | SS14 | 13 h 10 | Colle d'Oggia 2  | 21,52 km | 8e         | 17 min 16 s 3 | 74,8 km/h  | 1er   |

## 47ePlayStation 2 Tour de Corse – Rallye de France
Le Tour de Corse marque l'occasion pour Sébastien Loeb de s'emparer de la place de numéro un mondial s'il parvient à poursuivre sa série d'invincibilité en cours sur les épreuves asphalte. Il fait cependant montre d'un état d'esprit prudent avant le coup d'envoi de sa manche nationale, considérant sa maigre expérience des lacets de l'Île de Beauté et sa première participation au volant de la Citroën Xsara WRC. Avec huit pilotes séparés par un écart global inférieur à dix secondes, l'entame de la première étape laisse envisager une lutte serrée pour la victoire entre les différents concurrents. Loeb signe le temps scratch dans la deuxième spéciale avant de s'emparer des commandes à la mi-journée, au moment où le pilote Ford Markko Märtin part à la faute et abandonne plus de vingt secondes. L'Alsacien conservera la tête jusqu'à son retour au parc fermé, titulaire d'une avance d'environ cinq secondes sur le jeune Belge François Duval. Gilles Panizzi, meilleur espoir de Peugeot et vainqueur de l'épreuve l'année précédente, est déjà distancé au-delà de la dixième place, se plaignant des nouveaux réglages de sa 206 WRC et s'estimant impuissant. Le départ de la deuxième étape est donné dans des conditions pluvieuses, rendant l'adhérence précaire. Loeb conserve sa position de leader au terme de la première spéciale mais voit la Focus de Märtin revenir à moins de dix secondes après un quatrième temps scratch enregistré par l'Estonien. C'est finalement dans le secteur suivant, lors du premier passage du Col Saint-Georges, que le tournant du rallye aura lieu. Les deux pilotes de tête sortent de la route, le Français restant quant à lui bloqué durant dix minutes au sommet d'un talus avec sa Xsara : « Il y avait un gauche-droite et dans le gauche, on touche un tout petit peu à l'intérieur. Ça nous jette mal dans le droite et on part en tête-à-queue. On se pose à l'intérieur, avec l'avant de la voiture dans le talus. Les spectateurs nous ont sortis au bout de dix minutes. ». Reparti en dix-huitième position sur un rythme offensif, il parviendra à reprendre quatre concurrents avant la fin de la deuxième journée. Poursuivant son effort lors de l'ultime journée de course, il s'impose dans la totalité des spéciales au programme mais échoue hors des points en franchissant la ligne d'arrivée à la treizième place du classement final. Le rallye est finalement remporté par Petter Solberg, victime de sérieux dommages sur sa Subaru Impreza lors des reconnaissances, tandis que Carlos Sainz s'empare de la tête du classement mondial grâce aux huit points de sa deuxième place,.
| Étape   | Jour   | E.S. | Heure   | Nom                                          | Distance | Clas. Spé. | Temps         | Vit. Moy. | Clas. |
| ------- | ------ | ---- | ------- | -------------------------------------------- | -------- | ---------- | ------------- | --------- | ----- |
| Étape 1 | 17 oct | SS1  | 10 h 11 | Cargèse - Paomia 1                           | 14,64 km | 7e         | 9 min 52 s 3  | 89,0 km/h | 7e    |
| Étape 1 | 17 oct | SS2  | 10 h 44 | Vico - Pont du Liamone 1                     | 15,49 km | 1er        | 10 min 04 s 6 | 92,2 km/h | 3e    |
| Étape 1 | 17 oct | SS3  | 11 h 17 | Golfe de la Liscia - Sarrola Carcopino 1     | 17,52 km | 2e         | 10 min 46 s 7 | 97,5 km/h | 2e    |
| Étape 1 | 17 oct | SS4  | 14 h 23 | Cargèse - Paomia 2                           | 14,64 km | 3e         | 9 min 49 s 6  | 89,4 km/h | 1er   |
| Étape 1 | 17 oct | SS5  | 14 h 56 | Vico - Pont du Liamone 2                     | 15,49 km | 2e         | 10 min 06 s 2 | 92,0 km/h | 1er   |
| Étape 1 | 17 oct | SS6  | 15 h 29 | Golfe de la Liscia - Sarrola Carcopino 2     | 17,52 km | 3e         | 10 min 45 s 3 | 97,7 km/h | 1er   |
| Étape 2 | 18 oct | SS7  | 8 h 33  | Ampaza - Petreto 1                           | 38,64 km | 3e         | 25 min 41 s 1 | 90,3 km/h | 1er   |
| Étape 2 | 18 oct | SS8  | 9 h 36  | Pont de la Masina - Col St. Georges 1        | 15,42 km | 49e        | 20 min 49 s 2 | 44,4 km/h | 18e   |
| Étape 2 | 18 oct | SS9  | 11 h 29 | Col de Carazzi - Bastelica 1                 | 40,94 km | 2e         | 27 min 25 s 3 | 89,6 km/h | 17e   |
| Étape 2 | 18 oct | SS10 | 14 h 07 | Ampaza - Petreto 2                           | 38,64 km | 9e         | 25 min 53 s 8 | 89,5 km/h | 16e   |
| Étape 2 | 18 oct | SS11 | 15 h 10 | Pont de la Masina - Col St. Georges 2        | 15,42 km | 9e         | 10 min 33 s 6 | 87,6 km/h | 15e   |
| Étape 2 | 18 oct | SS12 | 17 h 03 | Col de Carazzi - Bastelica 2                 | 40,94 km | 5e         | 27 min 33 s 6 | 89,1 km/h | 14e   |
| Étape 3 | 19 oct | SS13 | 8 h 12  | Pénitencier Coti - Chiavari - Pietra Rossa 1 | 24,24 km | 1er        | 15 min 19 s 0 | 95,0 km/h | 14e   |
| Étape 3 | 19 oct | SS14 | 8 h 55  | Pont de Calzola - Agosta 1                   | 31,81 km | 1er        | 19 min 47 s 2 | 96,5 km/h | 14e   |
| Étape 3 | 19 oct | SS15 | 11 h 47 | Pénitencier Coti - Chiavari - Pietra Rossa 2 | 24,24 km | 1er        | 15 min 25 s 4 | 94,3 km/h | 13e   |
| Étape 3 | 19 oct | SS16 | 12 h 30 | Pont de Calzola - Agosta 2                   | 31,81 km | 1er        | 19 min 56 s 4 | 95,7 km/h | 13e   |

## 39º Telefónica MoviStar Rally Catalunya – Costa Brava
Le rallye de Catalogne constitue la dernière partie du triptyque asphalte de fin de saison. Malgré sa relative faible expérience de cette épreuve, Sébastien Loeb annonce avant le départ n'avoir d'autre choix que d'attaquer de bout en bout et de prendre des risques s'il veut jouer intégralement sa chance au championnat Pilotes. L'Alsacien prend la tête de la manche catalane dès la deuxième spéciale et accentue continuellement son avance en signant quatre temps scratchs sur l'ensemble de la première étape. Son poursuivant direct et leader du classement mondial Carlos Sainz est alors relégué à plus de vingt-cinq secondes sur son épreuve nationale, tandis que l'un de ses principaux rivaux dans la course au titre, Petter Solberg, est victime d'une crevaison puis écope d'une pénalité de cinquante secondes pour un retard de pointage à l'assistance. Référence mondiale sur asphalte et toujours en quête de sa première victoire de la saison, Gilles Panizzi perd quant à lui un temps significatif dans les premiers secteurs chronométrés en raison d'un mauvais choix de pneus,. Le lendemain, Sainz lâche prise en abandonnant plus de quinze secondes dès la première spéciale. Panizzi et l'Estonien Markko Märtin se partagent la plupart des temps scratchs et parviennent à maintenir la pression sur Loeb : « Pour contenir mes poursuivants, je roule vraiment le plus vite possible, sans entrer toutefois dans la zone où l'on prend des risques excessifs. Je m'attendais à un match difficile, je ne suis pas surpris : la bagarre est superbe ! ». Le Français contient la remontée de ses adversaires et achève la deuxième étape titulaire d'une avance de vingt secondes au général. L'Alsacien hausse son rythme dès le coup d'envoi de la dernière journée pour tenter d'accentuer l'écart avec Märtin. En difficulté, le pilote Ford échoue à suivre la cadence imposée et cède sa deuxième place au profit de Panizzi, pointant désormais à cinquante secondes de Loeb avant d'aborder la dernière boucle. Pour la troisième fois en autant de manches asphalte, des averses ponctuelles font leur apparition en fin d'épreuve et compliquent singulièrement le choix des pneumatiques. Le natif d'Haguenau opte pour des gommes tendres, imité par la majorité des pilotes d'usine, puis s'élance sur un rythme assuré, pensant avoir course gagné au regard de l'avance accumulée. Son poursuivant direct de l'écurie Peugeot fait quant à lui monter des pneus mixtes intermédiaires retaillés sur instruction de Jean-Pierre Nicolas. Cette stratégie, inconnue de la marque aux chevrons en raison d'une omission des techniciens Michelin, permettra au pilote de Roquebrune-Cap-Martin de reprendre plus de quarante secondes sur Loeb dans la dernière spéciale de Viladrau et de remporter la victoire pour un écart final de treize unités. Privé sur le fil d'un quatrième succès de la saison, l'Alsacien parvient à reprendre la tête du classement mondial avec cette deuxième place, pointant à égalité de points avec son coéquipier Carlos Sainz, relégué en septième position à la suite d'un problème électrique sur sa Xsara : « On était tous très mal en pneus sur la première boucle du matin. Ils ne mordaient pas. On perdait du temps sur les Pirelli. Sur la deuxième boucle, Peugeot et Ford ont réagi, ils ont choisi un autre pneu de chez Michelin qui marche très bien mais que nous, on ne connaissait pas. Compte tenu de ça, je ne l'ai pas pris et on est repartis avec le même type de pneus que le matin. Et voilà ! On avait aucun grip, la voiture était inconduisible et on a rien pu faire. C'est une grosse déception. On était en tête. En plus, habituellement, sur le mouillé je sais que je vais vite, j'ai même tendance à être plus vite que les autres. C'est une grosse déception mais on s'est trompé. Il faut l'accepter. »,,.
| Étape   | Jour   | E.S. | Heure   | Nom                      | Distance | Clas. Spé. | Temps         | Vit. Moy.  | Clas. |
| ------- | ------ | ---- | ------- | ------------------------ | -------- | ---------- | ------------- | ---------- | ----- |
| Étape 1 | 24 oct | SS1  | 8 h 48  | La Trona 1               | 13,17 km | 4e         | 8 min 25 s 4  | 93,8 km/h  | 4e    |
| Étape 1 | 24 oct | SS2  | 9 h 21  | Alpens - Les Llosses 1   | 21,80 km | 1er        | 13 min 07 s 3 | 99,7 km/h  | 1er   |
| Étape 1 | 24 oct | SS3  | 10 h 29 | La Pobla de Lillet 1     | 22,55 km | 1er        | 15 min 03 s 5 | 89,9 km/h  | 1er   |
| Étape 1 | 24 oct | SS4  | 13 h 12 | Sant Julià 1             | 26,27 km | 1er        | 15 min 35 s 3 | 101,1 km/h | 1er   |
| Étape 1 | 24 oct | SS5  | 14 h 05 | Taradell 1               | 5,05 km  | 4e         | 2 min 58 s 4  | 101,9 km/h | 1er   |
| Étape 1 | 24 oct | SS6  | 15 h 32 | La Trona 2               | 13,17 km | 5e         | 8 min 20 s 7  | 94,7 km/h  | 1er   |
| Étape 1 | 24 oct | SS7  | 16 h 05 | Alpens - Les Llosses 2   | 21,80 km | 3e         | 13 min 11 s 9 | 99,1 km/h  | 1er   |
| Étape 1 | 24 oct | SS8  | 17 h 13 | La Pobla de Lillet 2     | 22,55 km | 1er        | 14 min 55 s 3 | 90,7 km/h  | 1er   |
| Étape 2 | 25 oct | SS9  | 8 h 53  | Olost 1                  | 23,08 km | 3e         | 11 min 41 s 7 | 118,4 km/h | 1er   |
| Étape 2 | 25 oct | SS10 | 9 h 41  | Lluçà 1                  | 14,04 km | 5e         | 8 min 19 s 1  | 101,3 km/h | 1er   |
| Étape 2 | 25 oct | SS11 | 10 h 09 | Sant Boi de Lluçanès 1   | 12,85 km | 2e         | 8 min 07 s 2  | 95,0 km/h  | 1er   |
| Étape 2 | 25 oct | SS12 | 11 h 42 | Sant Julià 2             | 26,27 km | 4e         | 15 min 33 s 2 | 101,3 km/h | 1er   |
| Étape 2 | 25 oct | SS13 | 12 h 35 | Taradell 2               | 5,05 km  | 5e         | 2 min 59 s 1  | 101,5 km/h | 1er   |
| Étape 2 | 25 oct | SS14 | 14 h 12 | Olost 2                  | 23,08 km | 2e         | 11 min 40 s 4 | 118,6 km/h | 1er   |
| Étape 2 | 25 oct | SS15 | 15 h 00 | Lluçà 2                  | 14,04 km | 5e         | 8 min 24 s 6  | 100,2 km/h | 1er   |
| Étape 2 | 25 oct | SS16 | 15 h 28 | Sant Boi de Lluçanès 2   | 12,85 km | 1er        | 8 min 05 s 5  | 95,3 km/h  | 1er   |
| Étape 3 | 26 oct | SS17 | 7 h 43  | Sant Bartomeu del Grau 1 | 11,55 km | 6e         | 6 min 45 s 9  | 102,4 km/h | 1er   |
| Étape 3 | 26 oct | SS18 | 8 h 19  | La Roca 1                | 5,05 km  | 7e         | 3 min 22 s 0  | 90,0 km/h  | 1er   |
| Étape 3 | 26 oct | SS19 | 8 h 47  | Viladrau 1               | 35,18 km | 4e         | 24 min 06 s 4 | 87,6 km/h  | 1er   |
| Étape 3 | 26 oct | SS20 | 11 h 10 | Sant Bartomeu del Grau 2 | 11,55 km | 13e        | 6 min 46 s 6  | 102,3 km/h | 1er   |
| Étape 3 | 26 oct | SS21 | 11 h 46 | La Roca 2                | 5,05 km  | 11e        | 3 min 30 s 5  | 86,4 km/h  | 1er   |
| Étape 3 | 26 oct | SS22 | 12 h 14 | Viladrau 2               | 35,18 km | 8e         | 24 min 22 s 4 | 86,6 km/h  | 2e    |

## 59th Wales Rally GB
Manche traditionnelle de clôture de la saison, le rallye de Grande-Bretagne doit sceller l'attribution des titres Pilotes et Constructeurs et cristallise ainsi les attentes de nombreux observateurs. Avec le forfait de Richard Burns, victime des premiers symptômes de la maladie qui l'emportera deux années plus tard, seuls trois hommes peuvent prétendre à la couronne mondiale au moment du coup d'envoi : les deux co-leaders du championnat, Sébastien Loeb et Carlos Sainz, auxquels s'ajoute Petter Solberg, vainqueur de l'épreuve britannique l'année précédente et ne comptant qu'un seul point de retard sur ses rivaux. Une victoire en terre galloise pour l'un d'entre eux serait ainsi synonyme de titre. Le Norvégien s'empare des commandes du rallye en s'adjugeant la Super-Spéciale d'ouverture avant de céder le leadership à Loeb, auteur du meilleur temps dans les deux premiers secteurs significatifs disputés le lendemain matin et impressionnant son adversaire par sa pointe de vitesse : « Quand j'ai vu ses traces, je me suis dit que c'était fou. Que je devais rester prudent. ». L'entame de cette première étape est alors sujette à des bouleversements significatifs au sein du classement. Le double champion du monde Marcus Grönholm, et pilote numéro un de l'équipe Peugeot, part à la faute tandis que Carlos Sainz est également contraint à l'abandon en raison d'un incendie provoqué dans sa Xsara par un nouveau modèle de caméra embarquée installé par la BBC. Sommée par les instances de direction de donner la priorité au titre Constructeurs, l'équipe Citroën Racing entrevoit dès lors une issue facile pour décrocher la couronne, la condition suffisante étant la présence à l'arrivée d'une seule Xsara devant les deux pilotes de la marque au Lion toujours en course, Harri Rovanperä et Freddy Loix, classés respectivement huitième et dixième du général. N'ayant qu'une confiance limitée en Colin McRae, alors cinquième, pour tenir sa position, Guy Fréquelin demande à Loeb de cesser toute prise de risques et d'assurer un podium, synonyme de sacre assuré pour la marque aux chevrons : « J'en ai parlé avec Monsieur Satinet, je n'ai pas le choix. Je dois privilégier le titre Constructeurs. C'est la situation la plus difficile que j'ai jamais eu à gérer. »,. Petter Solberg profite de l'occasion pour reprendre aussitôt la tête du général puis enregistrer la quasi-totalité des temps scratchs restants au programme. Vainqueur de l'épreuve, le Norvégien remporte son premier titre de champion du monde. L'Alsacien assure quant à lui la seconde position, suffisante pour permettre à Citroën de décrocher son premier sacre Constructeurs et mettre un terme à la série de Peugeot : « Mon employeur a privilégié le titre Constructeurs à celui de Pilotes. J'ai conscience d'avoir été sacrifié sur l'autel d'une logique d'entreprise qui me dépasse. Claude Satinet le précisera d'ailleurs sans détour aux médias, plus tard dans la journée : « Au regard de la notoriété actuelle de Sébastien Loeb, on se doit de jouer la carte de la marque. Notre métier est de vendre des voitures, et pas seulement en France. » Cela se défend. Qui suis-je, moi, pour ficher par terre les plans marketing de Citroën ? […] Je profite de la logistique, du savoir-faire et des moyens d'un grand constructeur. En échange, je dois être prêt, s'il le faut, à mettre mes ambitions personnelles de côté pour le bien de l'équipe. »,,,,,.
| Étape   | Jour  | E.S. | Heure   | Nom                     | Distance | Clas. Spé. | Temps         | Vit. Moy.  | Clas. |
| ------- | ----- | ---- | ------- | ----------------------- | -------- | ---------- | ------------- | ---------- | ----- |
| Étape 1 | 6 nov | SS1  | 19 h 30 | Cardiff Super Special 1 | 2,45 km  | 6e         | 2 min 12 s 0  | 66,8 km/h  | 6e    |
| Étape 1 | 7 nov | SS2  | 7 h 51  | Brechfa                 | 23,12 km | 1er        | 13 min 19 s 6 | 104,1 km/h | 1er   |
| Étape 1 | 7 nov | SS3  | 8 h 30  | Trawscoed               | 27,97 km | 1er        | 16 min 23 s 4 | 102,4 km/h | 1er   |
| Étape 1 | 7 nov | SS4  | 11 h 20 | Rheola 1                | 32,58 km | 2e         | 18 min 07 s 1 | 107,9 km/h | 2e    |
| Étape 1 | 7 nov | SS5  | 12 h 38 | Resolfen 1              | 43,09 km | 2e         | 22 min 44 s 0 | 113,7 km/h | 2e    |
| Étape 1 | 7 nov | SS6  | 15 h 48 | Rheola 2                | 32,58 km | 1er        | 17 min 50 s 9 | 109,5 km/h | 2e    |
| Étape 1 | 7 nov | SS7  | 19 h 32 | Cardiff Super Special 2 | 2,45 km  | 4e         | 2 min 08 s 2  | 68,8 km/h  | 2e    |
| Étape 2 | 8 nov | SS8  | 7 h 47  | Crychan 1               | 13,05 km | 2e         | 7 min 14 s 6  | 108,1 km/h | 2e    |
| Étape 2 | 8 nov | SS9  | 8 h 14  | Halfway 1               | 18,53 km | 2e         | 10 min 18 s 4 | 107,9 km/h | 2e    |
| Étape 2 | 8 nov | SS10 | 10 h 27 | Crychan 2               | 13,05 km | 3e         | 7 min 13 s 6  | 108,3 km/h | 2e    |
| Étape 2 | 8 nov | SS11 | 10 h 54 | Halfway 2               | 18,53 km | 2e         | 10 min 15 s 4 | 108,4 km/h | 2e    |
| Étape 2 | 8 nov | SS12 | 13 h 13 | Margam Forest           | 17,37 km | 2e         | 9 min 57 s 8  | 104,6 km/h | 2e    |
| Étape 2 | 8 nov | SS13 | 13 h 46 | Margam Park 1           | 12,64 km | 4e         | 7 min 15 s 3  | 104,5 km/h | 2e    |
| Étape 2 | 8 nov | SS14 | 15 h 32 | Resolfen 2              | 43,09 km | 2e         | 22 min 30 s 8 | 114,8 km/h | 2e    |
| Étape 2 | 8 nov | SS15 | 19 h 38 | Cardiff Super Special 3 | 2,45 km  | 2e         | 2 min 05 s 5  | 70,3 km/h  | 2e    |
| Étape 3 | 9 nov | SS16 | 7 h 48  | Rhondda 1               | 30,61 km | 1er        | 16 min 25 s 5 | 111,8 km/h | 2e    |
| Étape 3 | 9 nov | SS17 | 11 h 02 | Rhondda 2               | 30,61 km | 1er        | 16 min 21 s 1 | 112,3 km/h | 2e    |
| Étape 3 | 9 nov | SS18 | 13 h 04 | Margam Park 2           | 12,64 km | 2e         | 7 min 18 s 5  | 103,8 km/h | 2e    |

## Bilan de la saison
Sébastien Loeb achève sa première saison complète dans la catégorie reine du WRC au rang de vice-champion du monde, à un point du titre. Arborant un bilan de trois rallyes remportés et sept podiums, il devance à la régulière ses deux coéquipiers et leur palmarès cumulé de trois couronnes et cinquante victoires au classement mondial. Considérant les déconvenues essuyées par l'Alsacien en Australie et en Espagne, essentiellement dues au manque d'expérience de la jeune structure de Citroën Sport dans le décryptage des prévisions météorologiques, ainsi que ses erreurs lourdement sanctionnées en Turquie et en Corse, les médias tendent à s'appuyer sur le faible écart final le séparant de Petter Solberg pour lui prédire un statut de futur champion du monde.
| #     | Rallye                     | Surface          | Départ | Victoire | Podium | Abandon | Points | E.S. Prog. | E.S. Clas. | E.S. Dép. | Scratchs | %Scratchs | E.S. Tête | %E.S. Tête | Clas. |
| ----- | -------------------------- | ---------------- | ------ | -------- | ------ | ------- | ------ | ---------- | ---------- | --------- | -------- | --------- | --------- | ---------- | ----- |
| 1     | Rallye Monte-Carlo         | Asphalte enneigé | ●      | ●        | ●      |         | 10     | 14         | 14         | 13        | 5        | 38,46 %   | 6         | 42,86 %    | 1er   |
| 2     | Rallye de Suède            | Terre enneigée   | ●      |          |        |         | 2      | 17         | 17         | 16        | 1        | 6,25 %    | 1         | 5,88 %     | 7e    |
| 3     | Rallye de Turquie          | Terre abrasive   | ●      |          |        | ●       | 0      | 18         | 3          | 3         | 0        | 0,00 %    | 0         | 0,00 %     | Ab.   |
| 4     | Rallye de Nouvelle-Zélande | Terre rapide     | ●      |          |        |         | 5      | 22         | 22         | 22        | 0        | 0,00 %    | 0         | 0,00 %     | 4e    |
| 5     | Rallye d'Argentine         | Terre abrasive   | ●      |          |        | ●       | 0      | 25         | 19         | 19        | 1        | 5,26 %    | 0         | 0,00 %     | Ab.   |
| 6     | Rallye de l'Acropole       | Terre abrasive   | ●      |          |        | ●       | 0      | 22         | 0          | 1         | 0        | 0,00 %    | 0         | 0,00 %     | Ab.   |
| 7     | Rallye de Chypre           | Terre abrasive   | ●      |          | ●      |         | 6      | 18         | 18         | 18        | 0        | 0,00 %    | 0         | 0,00 %     | 3e    |
| 8     | Rallye d'Allemagne         | Asphalte         | ●      | ●        | ●      |         | 10     | 22         | 22         | 22        | 2        | 9,09 %    | 10        | 45,45 %    | 1er   |
| 9     | Rallye de Finlande         | Terre rapide     | ●      |          |        |         | 4      | 23         | 23         | 23        | 0        | 0,00 %    | 0         | 0,00 %     | 5e    |
| 10    | Rallye d'Australie         | Terre rapide     | ●      |          | ●      |         | 8      | 24         | 24         | 24        | 9        | 37,50 %   | 14        | 58,33 %    | 2e    |
| 11    | Rallye Sanremo             | Asphalte         | ●      | ●        | ●      |         | 10     | 14         | 14         | 14        | 5        | 35,71 %   | 14        | 100,00 %   | 1er   |
| 12    | Tour de Corse              | Asphalte         | ●      |          |        |         | 0      | 16         | 16         | 16        | 5        | 31,25 %   | 4         | 25,00 %    | 13e   |
| 13    | Rallye de Catalogne        | Asphalte         | ●      |          | ●      |         | 8      | 22         | 22         | 22        | 5        | 22,73 %   | 20        | 90,91 %    | 2e    |
| 14    | Rallye de Grande-Bretagne  | Terre rapide     | ●      |          | ●      |         | 8      | 18         | 18         | 18        | 5        | 27,78 %   | 2         | 11,11 %    | 2e    |
| Total |                            |                  | 14     | 3        | 7      | 3       | 71     | 275        | 232        | 231       | 38       | 16,45 %   | 71        | 30,60 %    | 2e    |

## 19eRallye du Florival
Trois semaines après sa déconvenue en Turquie, Sébastien Loeb répond favorablement à l'invitation des organisateurs du rallye du Florival pour tenir le rôle d'ouvreur de luxe. Copiloté par sa compagne Séverine au volant d'une Citroën Saxo Challenge, il retrouve ainsi l'épreuve sur laquelle il commença sa carrière de pilote amateur en avril 1997 aux côtés de Dominique Heintz et qu'il n'avait plus empruntée depuis,.

## 19eRallye Alsace-Vosges
Sébastien Loeb retrouve en mai 2003 le baquet de la Citroën Saxo Kit Car le temps du rallye Alsace-Vosges auquel il prend part en tant qu'ouvreur pour la deuxième année consécutive. Au volant de l'un des châssis appartenant à l'atelier BPS Rallye et exploité par PH Sport, copiloté par sa compagne Séverine, il parcourt l'ensemble des spéciales au programme de l'épreuve sur laquelle il s'imposa en 2001, l'année de son titre de champion de France.

## 49eRallye du Var
Deux semaines après le dénouement de la saison WRC conduit lors du RAC, Sébastien Loeb prend part au rallye du Var, manche de clôture du Championnat de France. Organisé par la branche Compétition Clients de la marque aux chevrons, l'engagement de l'Alsacien se déroule dans le cadre de l'inauguration de la Citroën C2 S1600 en remplacement de la Saxo Kit Car, dont les huit ans de carrière furent ponctués de deux titres mondiaux et cinq titres nationaux. Copiloté par sa compagne Séverine, le vice-champion du monde y tient le rôle d'ouvreur au volant de la nouvelle création des ateliers de Satory, marquant un passage de témoin avec l'ancienne citadine du constructeur sur laquelle il effectua ses débuts en tant que pilote amateur : « Je suis vraiment très content de retrouver l’ambiance du Championnat de France, parce que j’y compte pas mal de potes. En plus c’est vraiment très agréable d’aborder un rallye sans ressentir la moindre pression. Lors des quelques kilomètres d’essais que j’ai pu faire, je me suis rendu compte qu’il n’était pas évident de retrouver ses marques au volant d’une S1600. »,,.

## Course des Champions

### Résumé
Pour la deuxième fois de sa carrière, Sébastien Loeb répond favorablement à l'invitation des organisateurs de la Course des Champions, disputée le dernier week-end de novembre 2003 aux Îles Canaries pour la douzième année consécutive.
Représentant à nouveau la France pour les besoins de la Nations Cup aux côtés du pilote de Formule 1 Olivier Panis et de Randy de Puniet, quatrième du Championnat du monde de vitesse moto 250 cm3, il intègre le groupe A des poules qualificatives face à la Suède et à la Finlande. L'Alsacien perd son premier duel contre le jeune pilote de rallye Daniel Carlsson en raison d'une pénalité pour faux départ avant de remporter le suivant face au vétéran Timo Salonen, champion du monde des rallyes en 1985. Panis échoue lors de ses deux affrontements l'opposant respectivement au nouveau champion de Formule 3000 Björn Wirdheim et au pilote d'endurance JJ Lehto, tandis que de Puniet s'impose sur un écart inférieur au centième de seconde contre le champion d'Enduro Samuli Aro mais voit la victoire lui échapper sur pénalité contre le spécialiste de Speedway Tony Rickardsson. Avec un bilan final s'élevant à deux duels remportés, la France termine dernière de son groupe et manque les phases éliminatoires.
Titulaire du meilleur temps des pilotes estampillés rallye, enregistré lors de son duel l'opposant à Timo Salonen, Loeb accède directement aux quarts de finale de la Race of Champions, organisée le lendemain. Il y retrouve le Suédois Daniel Carlsson et remporte facilement les deux manches l'opposant à lui. Il défait un autre pilote de rallye lors des demi-finales, le jeune Belge François Duval, vainqueur la veille du Junior Rally Masters, et s'impose une nouvelle fois lors des deux duels au programme mais en concédant des écarts plus serrés. Accédant à la finale pour la deuxième année consécutive, l'Alsacien se voit opposer au tenant du titre Marcus Grönholm contre qui il échoua la saison passée au même stade de la compétition. Il ressort vainqueur de ses deux duels, dont l'un effectué au volant de la Peugeot 206 WRC sur laquelle le Finlandais disputa ses cinq dernières saisons du WRC, et succède à ses compatriotes Didier Auriol et François Delecour en devenant le troisième Français sacré Champion des Champions.

### Résultats détaillés
| Duel | Événement         | Phase            | Adversaire      | Véhicule                                  | Temps                    | Écart   | Résultat |
| ---- | ----------------- | ---------------- | --------------- | ----------------------------------------- | ------------------------ | ------- | -------- |
| 1    | Nations Cup       | Poules A         | Daniel Carlsson | Subaru Impreza WRX                        | 2 min 06 s 91 (pénalité) | 10 s 14 | Défaite  |
| 2    | Nations Cup       | Poules A         | Timo Salonen    | Subaru Impreza WRX                        | 1 min 56 s 05            | 1 s 64  | Victoire |
| 3    | Race of Champions | Quarts de finale | Daniel Carlsson | Mitsubishi Lancer Evolution VIII Groupe N | 1 min 56 s 96            | 0 s 94  | Victoire |
| 4    | Race of Champions | Quarts de finale | Daniel Carlsson | Peugeot 206 WRC                           | 1 min 51 s 67            | 0 s 71  | Victoire |
| 5    | Race of Champions | Demi-finales     | François Duval  | Mitsubishi Lancer Evolution VIII Groupe N | 1 min 56 s 55            | 0 s 05  | Victoire |
| 6    | Race of Champions | Demi-finales     | François Duval  | Peugeot 206 WRC                           | 1 min 51 s 85            | 0 s 45  | Victoire |
| 7    | Race of Champions | Finale           | Marcus Grönholm | Mitsubishi Lancer Evolution VIII Groupe N | 1 min 56 s 15            | 0 s 30  | Victoire |
| 8    | Race of Champions | Finale           | Marcus Grönholm | Peugeot 206 WRC                           | 1 min 52 s 30            | 0 s 79  | Victoire |